# Przewlekła białaczka mielomonocytowa
Przewlekła białaczka mielomonocytowa (ang. chronic myelomonocytic leukemia, CMML) – klonalna choroba układu krwiotwórczego, która charakteryzuje się przewlekłą monocytozą we krwi obwodowej, brakiem chromosomu Ph oraz zmutowanego genu BCR–ABL1 oraz blastozą szpiku <20%.

## Klasyfikacja
Według WHO należy ona do nowotworów mielodysplastyczno-mieloproliferacyjnych. Wyróżnia się następujące podtypy:
- Mielodysplastyczny (MD–CMML) – z leukocytozą <13 000/mikrolitr.
- Mieloproliferacyjny (MP–CMML) – z leukocytozą >13 000/mikrolitr.

Dzieli się też:
- CMML-1 – blastoza we krwi <5% (blasty, promonocyty), a w szpiku <10%.
- CMML-2 – blastoza we krwi obwodowej 5–19%, a w szpiku 10–19% (występują też pałeczki Auera).

## Etiologia
Etiologia nie jest znana. W ponad 90% przypadków zidentyfikowano powtarzalne mutacje genów, przede wszystkim biorących udział w epigenetycznej kontroli transkrypcji (mutacje pierwotne) oraz w splicingu (mutacje wtórne).
CMML występuje rzadko. Średni wiek w chwili rozpoznania wynosi 65–75 lat. Mężczyźni chorują dwa razy częściej niż kobiety.

## Obraz kliniczny
Objawy ogólne:
- osłabienie, związane z niedokrwistością
- utrata masy ciała, związana z brakiem apetytu
- stany podgorączkowe i gorączka, poty nocne, związane z uwalnianiem pirogenów z proliferujących i rozpadających się komórek

Objawy wynikające z cytopenii:
- niedokrwistość – osłabienie, szybka męczliwość, tachykardia, bladość skóry
- neutropenia – większa skłonność do zakażeń
- małopłytkowość – skaza krwotoczna

Objawy wynikające z pozaszpikowych nacieków komórek białaczkowych:
- powiększenie wątroby, śledziony (częściej u tych, którzy mają wysoką leukocytozę) i węzłów chłonnych
- zmiany skórne – w wyniku transformacji w ostrą białaczkę szpikową występują nacieki komórek białaczkowych.

U wielu rozpoznanie jest przypadkowe podczas badanie krwi. Przebieg zależy od stopnia zaawansowania oraz podtypu. Ryzyko transformacji w ostrą białaczkę szpikową wynosi 15–30%. Czas przeżycia to 1–100 miesięcy. Mediana wynosi od 20 do 40 miesięcy. Średni czas przeżycia jest dłuższy w postacie mielodysplastycznej (16–31 miesięcy) niż w postaci mieloproliferacyjnej (11–17 miesięcy).

## Diagnostyka
Kryteria diagnostyczne według WHO:
- monocytoza >1000/mikrolitr
- nieobecność chromosomu Ph i genu BCR-ABL1 (w przypadku obecności stwierdzamy przewlekłą białaczkę szpikową)
- nieobecność rearanżacji genów PDGFRA i PDGRFB
- blastoza we krwi i szpiku <20%
- dysplazja jednej lub kilku linii komórek krwiotwórczych. W przypadku braku dysplazji lub minimalnego nasilenia muszą być dodatkowo spełnione: obecność nabytych klonalnych zaburzeń cytogenetycznych, monocytoza trwająca co najmniej 3 miesiące, oraz wykluczenie innych przyczyn monocytozy.

Oprócz tego:
- Liczba leukocytów u połowy chorych prawidłowa lub zmniejszona, z towarzyszącą neutropenią. U pozostałych zwiększona na skutek wzrostu liczby neutrofilów.
- w 75% przypadków szpik bogatokomórkowy, dominuje linia neutrofilopoetyczna lub erytopoetyczna, obecna proliferacja monocytów, a w 80% megakariocyty z nieprawidłową segmentacją jądra
- u 30% pacjentów włóknienie szpiku

## Leczenie
Allogeniczny przeszczep jest jedyną metodą zapewniającą wyleczenie. Pozostałe mają formę paliatywną i służą poprawie jakości życia. U chorych z MP–CMML i odsetkiem blastów w szpiku większym niż 10% należy zastosować przed przeszczepem chemioterapię indukującą remisję. Do pozostałych metod leczenia należą: leki cytoredukcyjne (np. hydroksymocznik), leki hipometylujące (np. azatacydyna) oraz leczenie wspomagające.